# Wasilij Kaczałow

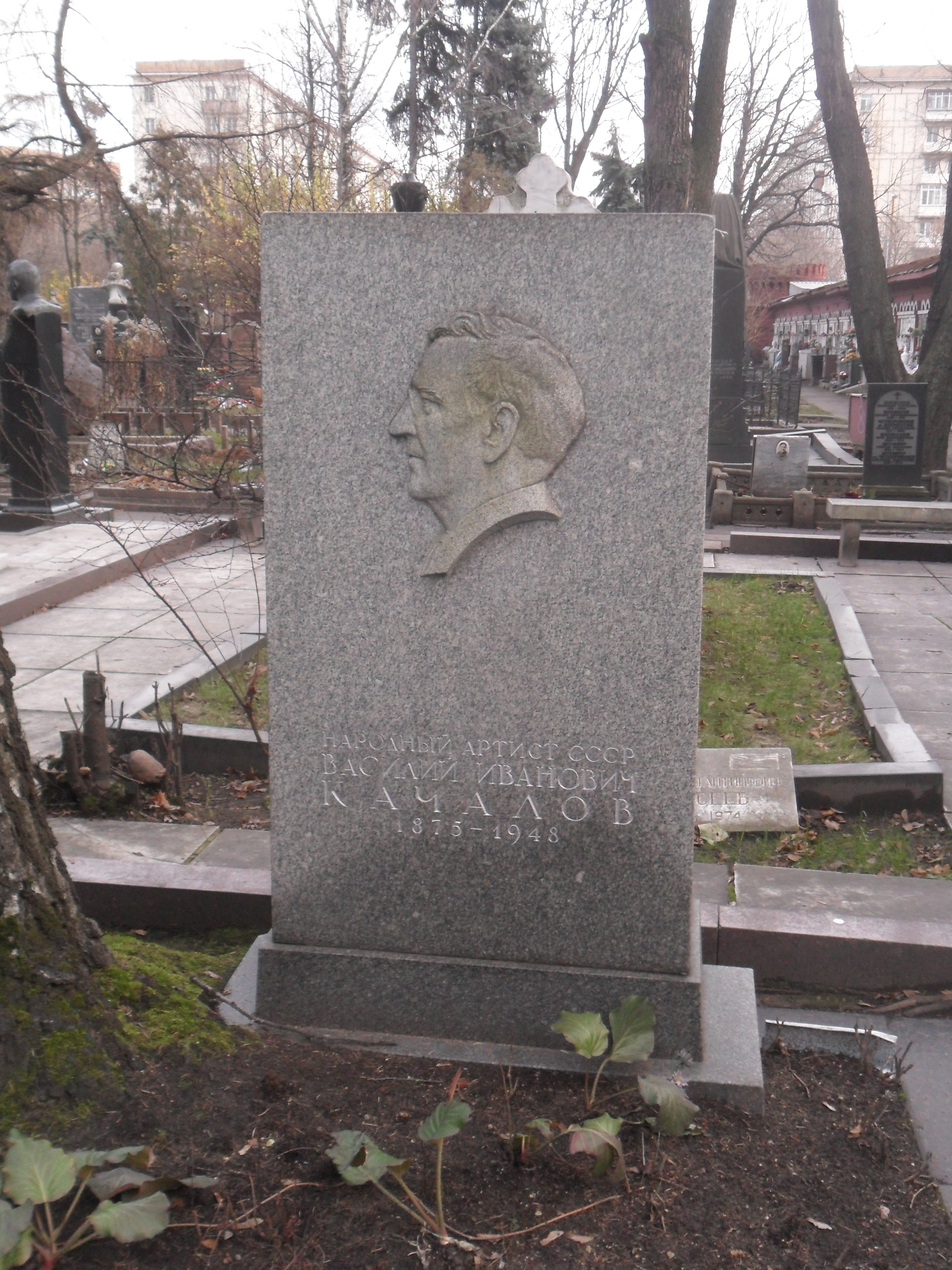
Grób Wasilija Kaczałowa na Cmentarzu Nowodziewiczym w Moskwie

Wasilij Iwanowicz Kaczałow (ros. Васи́лий Ива́нович Кача́лов, prawdziwe nazwisko Szwierubowicz (ros. Шверубо́вич); ur. 11 lutego 1875 w Wilnie, zm. 30 września 1948) – czołowy rosyjski aktor teatralny trupy Stanisławskiego, Ludowy Artysta ZSRR.
Występował na estradzie recytując wiersze i prozę, jak również literacko-muzyczne i dramatyczne kompozycje, które sam reżyserował, odgrywał także sceny z dramatów Szekspira, Gorkiego i innych.
W 1936 otrzymał tytuł Ludowego Artysty ZSRR, był laureatem Nagrody Państwowej ZSRR w 1943, otrzymał 2 Ordery Lenina i Order Czerwonego Sztandaru Pracy.
Był laureatem Nagrody Stalinowskiej (1941). Jego imię nosi Kazański Teatr Dramatyczny, jeden z najstarszych w Rosji.
Został pochowany na Cmentarzu Nowodziewiczym w Moskwie.

## Wybrana filmografia
- 1928: Biały orzeł
- 1945: Zaginione pismo jako narrator (głos)

## Portrety

Kaczałow na portretach znanych artystów
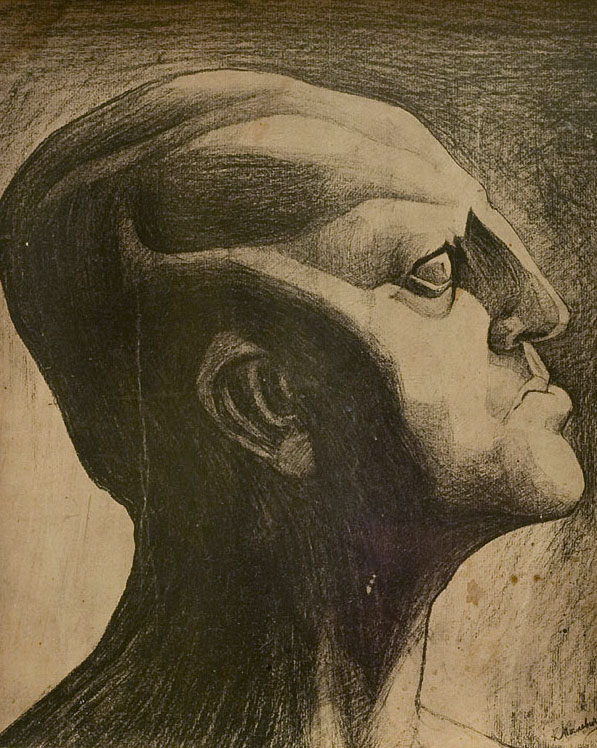
Kazimierz Malewicz
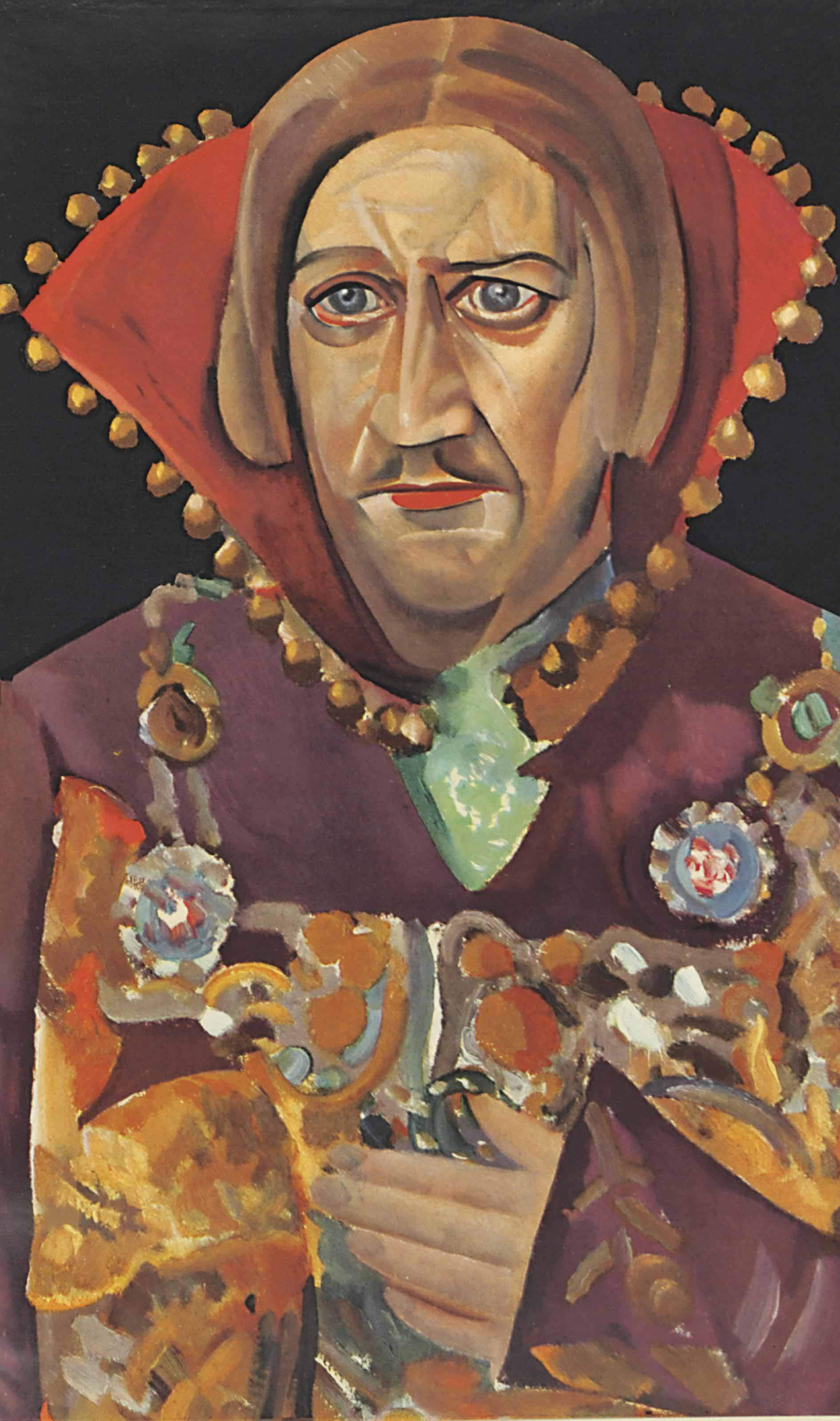
Borys Grigoriew
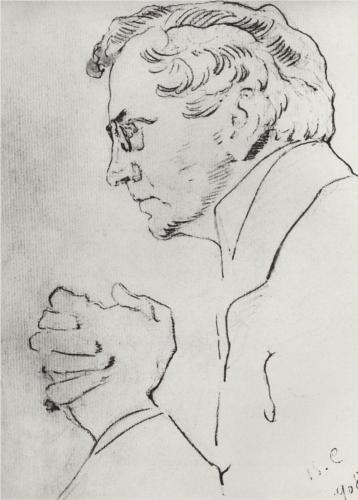
Walentin Sierow